# Jarkko Ruutu
Jarkko Samuli Ruutu (* 23. August 1975 in Vantaa) ist ein ehemaliger finnischer Eishockeyspieler und derzeitiger -trainer, der im Verlauf seiner aktiven Karriere zwischen 1993 und 2014 unter anderem 710 Spiele für die Vancouver Canucks, Pittsburgh Penguins, Ottawa Senators und Anaheim Ducks in der National Hockey League (NHL) auf der Position des rechten Flügelstürmers bestritten hat. Mit der finnischen Nationalmannschaft gewann Ruutu mehrere Medaillen bei Eishockey-Weltmeisterschaften. Er ist der ältere Bruder von Mikko und Tuomo Ruutu.

## Karriere
Jarkko Ruutu begann seine professionelle Eishockeykarriere im Jahr 1996 bei Helsingfors IFK in der finnischen SM-liiga, nachdem er beim selben Verein die Jugendmannschaften durchlaufen hatte und ein Jahr bei der Mannschaft der Michigan Technological University in der National Collegiate Athletic Association (NCAA) gespielt hatte. Er wurde im NHL Entry Draft 1998 in der dritten Runde als 68. Spieler von den Vancouver Canucks aus der National Hockey League (NHL) ausgewählt.

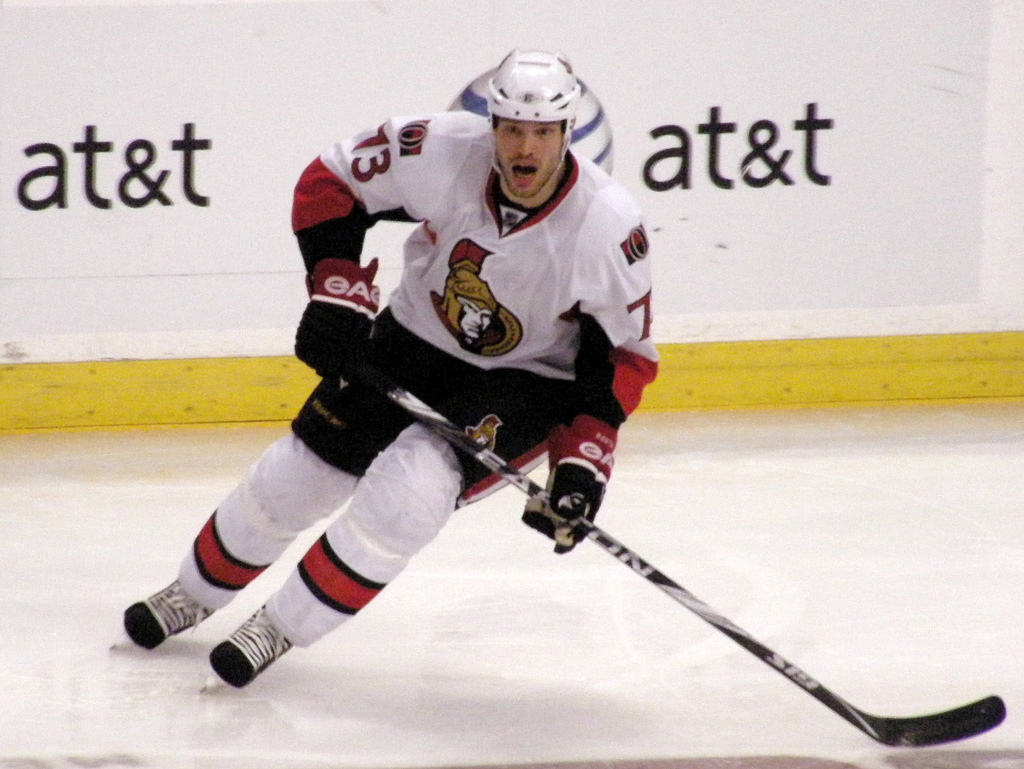
Jarkko Ruutu im Trikot der Ottawa Senators

In der Saison 1999/2000 feierte der Finne sein NHL-Debüt, verbrachte aber den Großteil der Saison beim Farmteam der Canucks, den Syracuse Crunch in der American Hockey League (AHL). In der folgenden Spielzeit absolvierte Ruutu bereits 21 Spiele in der NHL, in denen er drei Tore erzielte und drei Assists besteuerte. Von Saison zu Saison konnte er während seiner Zeit in Vancouver seine Statistiken verbessern, allerdings verbrachte er auch viele Minuten auf der Strafbank. Während der Lockout-Saison 2004/05 spielte Ruutu wieder für seinen Heimatverein HIFK und stellte mit 215 Strafminuten einen neuen Liga-Rekord für Strafminuten in der Hauptrunde auf, der später von Matt Nickerson gebrochen wurde. Zur Saison 2005/06 kehrte er zu den Canucks zurück.
Im Juli 2006 unterschrieb Ruutu einen Vertrag bei den Pittsburgh Penguins, ehe er als Free Agent im Juli 2008 zu den Ottawa Senators wechselte, bei denen er einen Dreijahresvertrag über 3,9 Millionen US-Dollar unterschrieb. In der Saison 2008/09 wurde Ruutu für zwei Spiele ohne Bezahlung von der NHL gesperrt, nachdem er im Spiel gegen die Buffalo Sabres am 6. Januar 2009 seinen Gegner Andrew Peters gebissen hatte. Im Februar 2011 gaben ihn die Ottawa Senators im Austausch für ein Sechstrunden-Wahlrecht im NHL Entry Draft 2011 an die Anaheim Ducks ab. Zum Saisonende 2010/11 verlängerten die Kalifornier seinen auslaufenden Kontrakt nicht, sodass Ruutu zum Free Agent wurde. Im September 2011 kehrte er in seine Heimat zurück und wurde von Jokerit verpflichtet. Dort spielte er die drei folgenden Jahre, gefolgt von einem kurzen Intermezzo beim Schweizer Nationalligisten EHC Biel im Herbst 2014. Im Dezember 2014 erklärte der 39-Jährige seinen Rücktritt vom aktiven Sport.
Nach seinem Karriereende wurde Ruutu zur Saison 2015/16 zunächst als Scout für den europäischen Markt von den Columbus Blue Jackets aus der NHL verpflichtet. Zudem wurde er in den erweiterten Trainerstab des Franchises integriert. Den Scoutingposten gab er aber bereits nach einem Jahr ab. Seit dem Sommer 2021 ist er zudem auch als Trainer für das Farmteam Cleveland Monsters in der AHL tätig.

### International
Jarkko Ruutu spielte bei mehreren Weltmeisterschaften für sein Heimatland, außerdem auch beim World Cup of Hockey 2004. Bei den Olympischen Winterspielen 2006 gewann er mit der finnischen Nationalmannschaft die Silbermedaille. Vier Jahre später bei den Olympischen Winterspielen 2010 in Vancouver gewann er die Bronzemedaille.

## Erfolge und Auszeichnungen
- 1998 Finnischer Meister mit dem Helsingfors IFK
- 1999 Finnischer Vizemeister mit dem Helsingfors IFK
- 2019 Aufnahme in die Finnische Eishockey-Ruhmeshalle (#250)

### International
| - 1998 Silbermedaille bei der Weltmeisterschaft - 2001 Silbermedaille bei der Weltmeisterschaft - 2006 Silbermedaille bei den Olympischen Winterspielen | - 2006 Bronzemedaille bei der Weltmeisterschaft - 2007 Silbermedaille bei der Weltmeisterschaft - 2010 Bronzemedaille bei den Olympischen Winterspielen |

## Karrierestatistik

### International
Vertrat Finnland bei:
| - Weltmeisterschaft 1998 - Weltmeisterschaft 2001 - Olympischen Winterspielen 2002 - Weltmeisterschaft 2004 - World Cup of Hockey 2004 - Weltmeisterschaft 2005 | - Olympischen Winterspielen 2006 - Weltmeisterschaft 2006 - Weltmeisterschaft 2007 - Weltmeisterschaft 2009 - Olympischen Winterspielen 2010 |

(Legende zur Spielerstatistik: Sp oder GP = absolvierte Spiele; T oder G = erzielte Tore; V oder A = erzielte Assists; Pkt oder Pts = erzielte Scorerpunkte; SM oder PIM = erhaltene Strafminuten; +/− = Plus/Minus-Bilanz; PP = erzielte Überzahltore; SH = erzielte Unterzahltore; GW = erzielte Siegtore; 1 Play-downs/Relegation; Kursiv: Statistik nicht vollständig)